# Троебратка
Троебра́тка — станция (населённый пункт) в Октябрьском районе Амурской области России. Входит в состав Новомихайловского сельсовета.

## География
Станция Троебратка находится на Транссибе, в восточном направлении от районного центра Октябрьского района села Екатеринославка, расстояние — 17 км.
На юг от станции Троебратка идёт дорога к административному центру Новомихайловского сельсовета селу Новомихайловка.

## Население
| 2002 | 2010 | 2012 | 2013 | 2014 | 2015 | 2016 |
| ---- | ---- | ---- | ---- | ---- | ---- | ---- |
| 36   | ↘26  | ↗27  | ↘25  | ↗30  | →30  | ↘25  |
| 2017 | 2018 |      |      |      |      |      |
| ↗31  | ↘24  |      |      |      |      |      |

## Улицы
В населённом пункте имеется одна улица — Железнодорожная.

## Инфраструктура
Станция Троебратка Забайкальской железной дороги.